# Валя-Флорілор
Валя-Флорілор (рум. Valea Florilor) — село у повіті Клуж в Румунії. Входить до складу комуни Плоскош.
Село розташоване на відстані 302 км на північний захід від Бухареста, 23 км на південний схід від Клуж-Напоки.

## Населення
За даними перепису населення 2002 року у селі проживали 302 особи, усі — румуни. Усі жителі села рідною мовою назвали румунську.